# Krásná Madona z Krużlowe
Krásná Madona z Krużlowé je gotická socha z lipového dřeva z počátku 15. století, jeden z nejznámějších příkladů středověkého polského umění. Řezbář je neznámý. Byla objevena v roce 1889 Władysławem Łuszczkiewiczem a Stanisławem Wyspiańským ve farním kostele ve vsi Krużlowa Wyżna (Malopolské vojvodství, okres Nowy Sącz, gmina Grybów); téhož roku ji získalo Národní muzeum v Krakově do svých sbírek.
Socha vysoká 119 cm je dilem měkkého stylu pozdní gotiky, a patří do okruhu tzv. krásných madon. Je určena pro pohled ze tří stran. Ze zadní části je dřevo hluboce vydlabané, aby se zabránilo jeho popraskání. Představuje Marii držící nahého Ježíška, který v ruce svírá jablko. Madona stojí v kontrapostu, její zlacený svrchní plášť má hluboké příčné záhyby od pasu až na zem, rukávy jsou bohatě řasené v kaskádách svislých záhybů. Předpokládá se, že socha Madony byla určena pro jeden z krakovských kostelů a v 17. století byla nahrazena barokními sochami a přestěhovala se do vesnického kostela v Krużlowé.

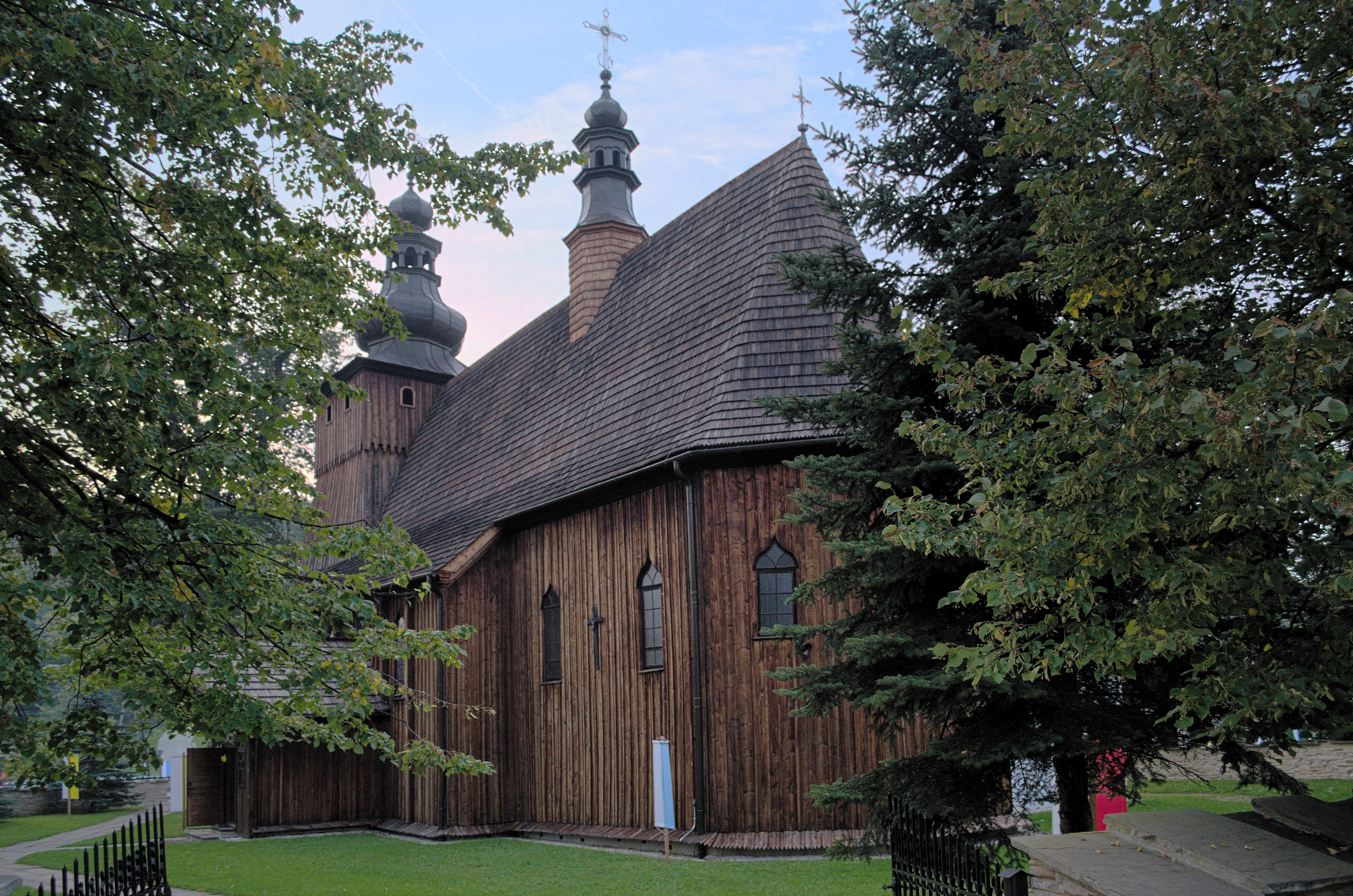
Dřevěný kostel Narození P. Marie ve Wyżné Krużlowé

První písemná zmínka o soše se datuje k roku 1607, další k roku 1766. Původně byla součástí hlavního oltáře, později umístěna v předsíni a nakonec pro napadení červotočem uschována v podkroví. Svrchní nátěr se opakovaně odlupoval a byl často obnovován. Za války ji v letech 1942–1943 odborně restauroval a opatřil novým nátěrem jistý Němec jménem Kneisel.
V Krakově byla poprvé vystavována v prostorách „Sukiennice”, od roku 1924 pak v tamní radniční věži. V roce 1940 byla zabavena německými okupačními orgány a umístěna do kabinetu Hanse Franka. Po válce ji spolu s jinými odcizenými uměleckými předměty zachránil prof. Karol Estreicher.
Od roku 1947 do roku 1994 byla Madona vystavena v krakovském Domě Szołayských. V letech 1995–2007 byla součástí výstavy středověkého umění na Wawelu. Od října roku 2007 je socha ve sbírkách Biskupského paláce Erasma Ciołka v Krakově.

## Galerie

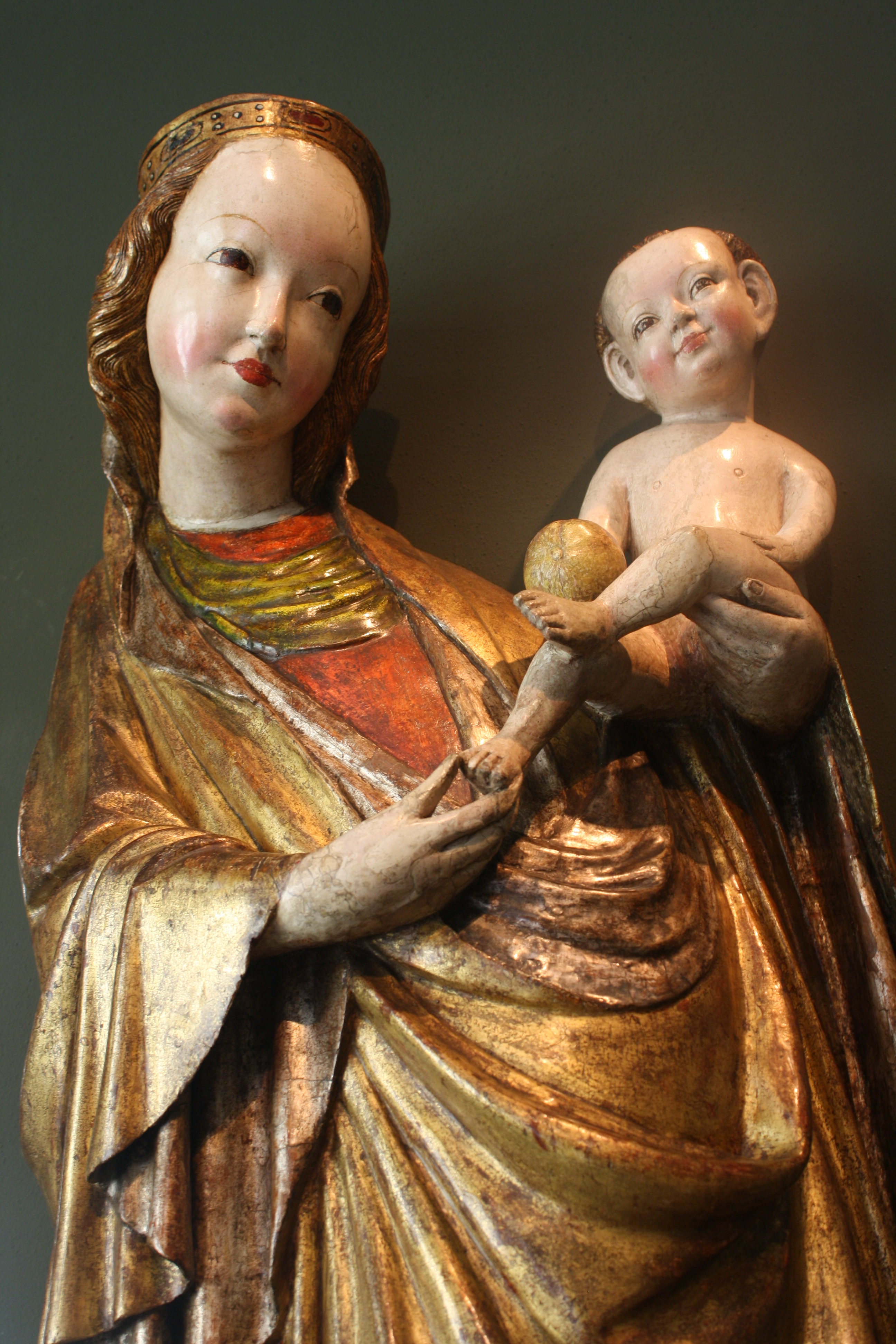
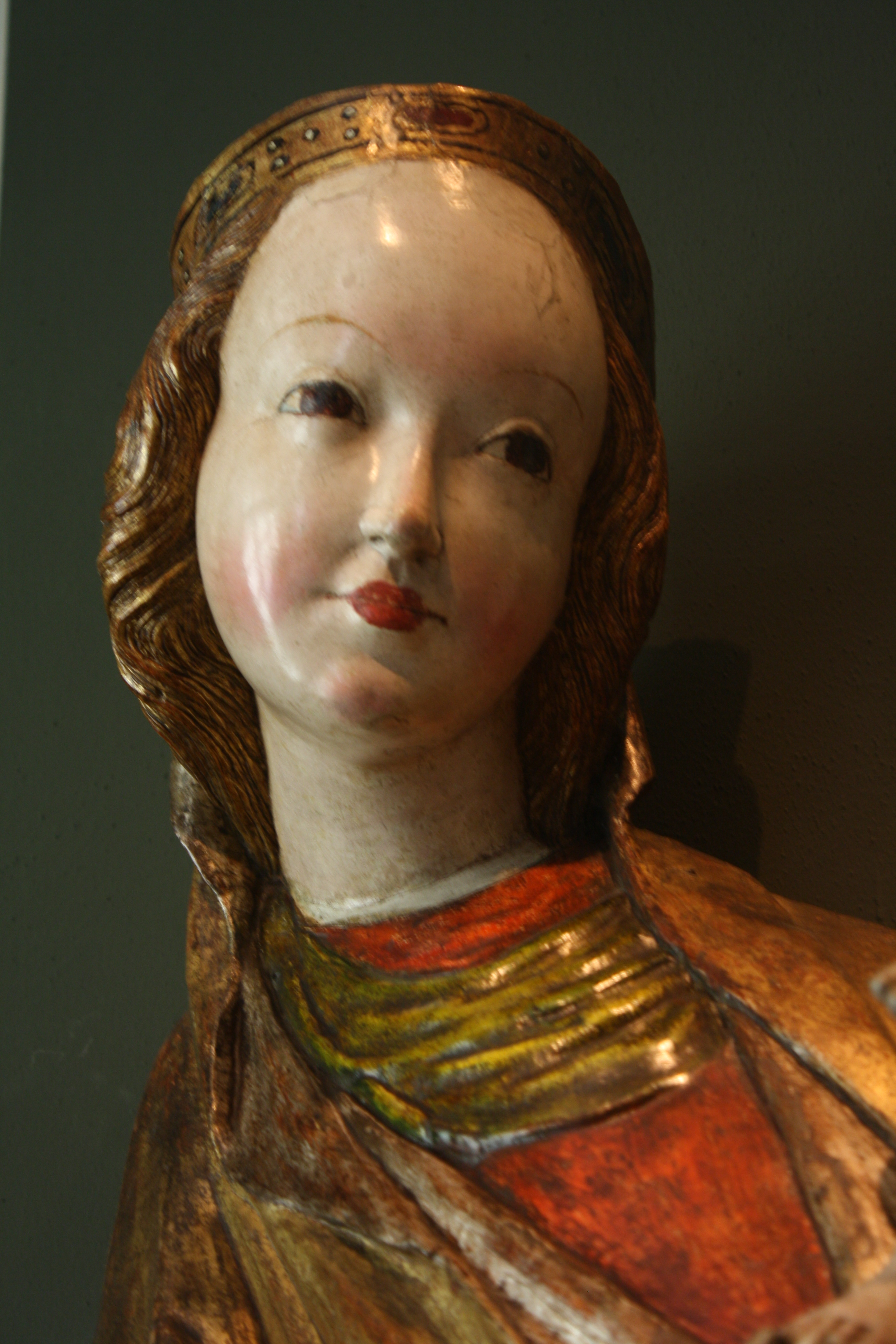
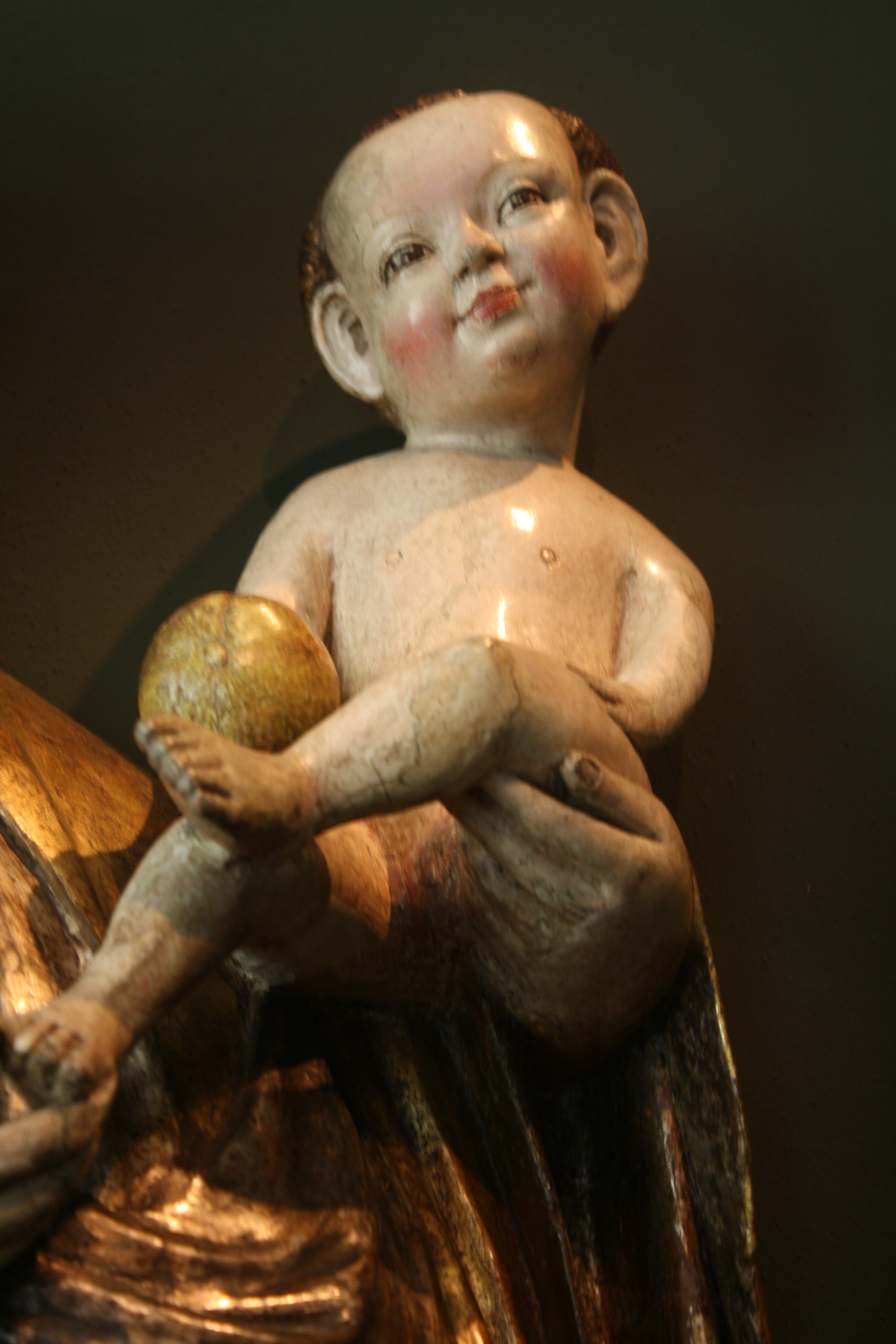
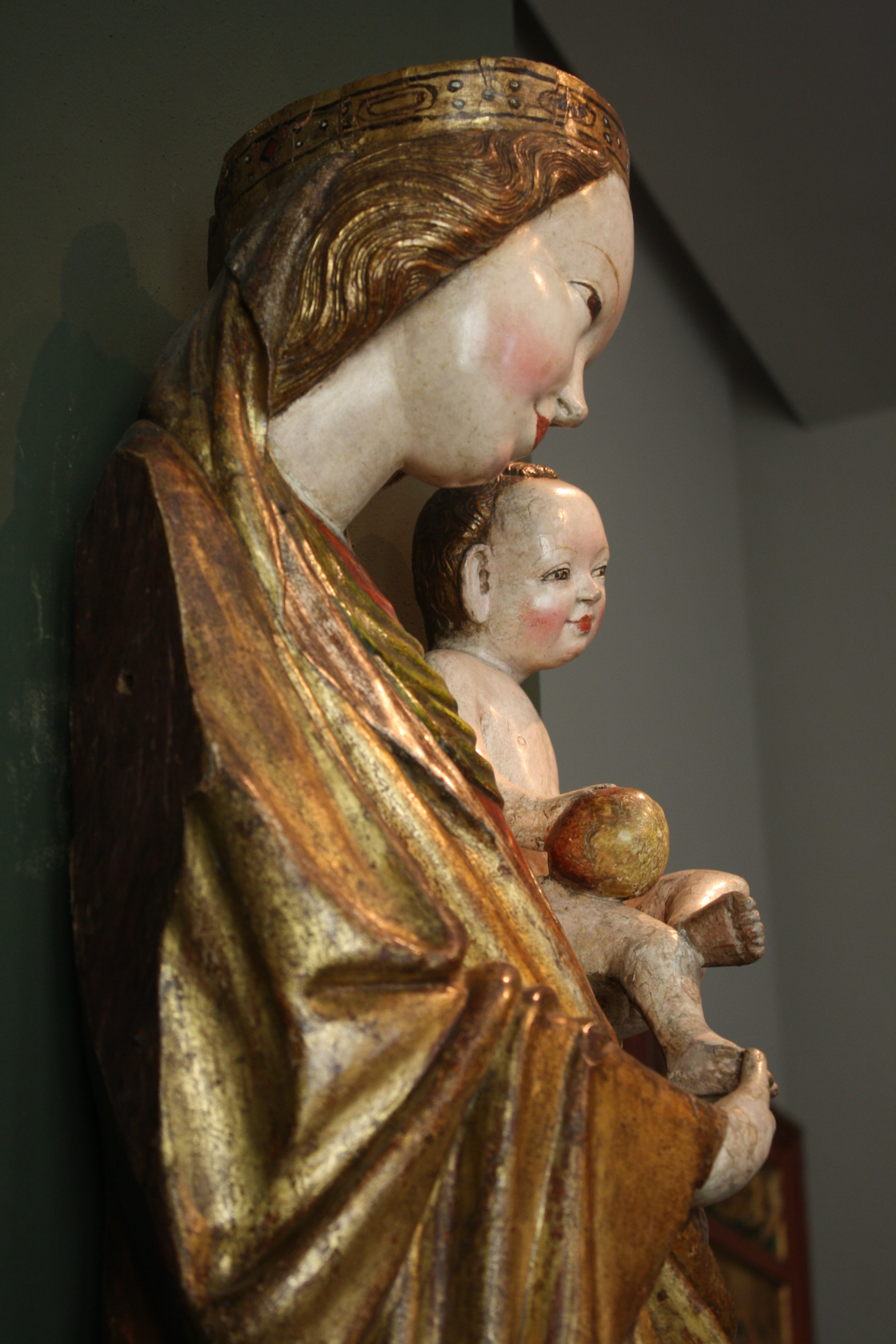